# Åmot (Svezia)
Åmot è un'area urbana della Svezia situata nel comune di Ockelbo, contea di Gävleborg.
La popolazione rilevata nel censimento 2010 era di 277 abitanti .